# Odontomachus
Odontomachus Latreille, 1804  è un genere di formiche della sottofamiglia Ponerinae che comprende specie diffuse nelle zone a clima tropicale.

## Descrizione
Sono formiche di medie o grandi dimensioni, caratterizzate da un capo di forma irregolare, munito di mandibole sviluppate, e da un peziolo conico appuntito sull'estremità dorsale. Le mandibole, allungate e sottili, sono distaccate fra loro e dalla sommità dell'apparato boccale, e presentano generalmente 2 o 3 denti all'estremità. Esse si possono aprire in un arco di 180°.

## Biologia
Le specie di Odontomachus sono formiche trappola, in quanto, per cacciare, si appostano aspettando l'arrivo della preda, che solitamente è un artropode di dimensioni ridotte. Una volta che la preda tocca i peli sensoriali delle mandibole, queste si chiudono di scatto in appena 0,13 millisecondi: un record di velocità fra gli organismi viventi. A differenza delle formiche trappola della sottofamiglia Myrmicinae, le operaie di Odontomachus possono saltare sulla preda sollevandosi fino ad 8 cm da terra utilizzando le mandibole come spinta, e sono capaci di muoversi velocemente.